# Angelo Fagiani
Angelo Fagiani (* 18. April 1943 in Monterubbiano, Provinz Fermo; † 4. Juli 2020 in Fermo) war ein italienischer Geistlicher und römisch-katholischer Erzbischof von Camerino-San Severino Marche.

## Leben
Angelo Fagiani empfing nach seiner theologischen Ausbildung am 13. März 1967 die Priesterweihe. Er war Pfarrer in Civitanova Alta und der Pfarrei Santissima Annunziata von Porto Sant’Elpidio und Professor für Moraltheologie am theologischen Institut von Fermo und Rektor des Erzbischöflichen Seminars von Fermo.
Papst Johannes Paul II. ernannte ihn am 14. April 1997  zum Erzbischof von Camerino-San Severino Marche. Die Bischofsweihe spendete ihm Erzbischof von Fermo, Cleto Bellucci, am 31. Mai desselben Jahres; Mitkonsekratoren waren die Kurienerzbischöfe Piergiorgio Silvano Nesti CP  und Crescenzio Sepe. Sein bischöfliches Motto war „Maior est caritas“. 
Angelo Fagiani engagierte sich stark in der Sozialarbeit. Sein Bistum wurde von dem Erdbeben im September 1997 stark betroffen. In den Regionen Umbrien und Marken beschädigte ein Beben die Basilika von Assisi und etwa 9000 weitere Gebäude.
Am 3. September 2007 nahm Papst Benedikt XVI. sein vorzeitiges Rücktrittsgesuch aus gesundheitlichen Gründen an.